# Малое Сареево
Ма́лое Саре́ево — деревня в Московской области России. Входит в состав Одинцовского городского округа.
С 2006 года по 2019 год входил в состав сельского поселения Горское.
В деревне числятся "Лесная" улица и 2 садовых товарищества. .
Деревня расположена в северо-восточной части района, в 7 км к северо-западу от Одинцово, на правом берегу речки Закза (приток Медвенки), высота центра над уровнем моря 164 м

## История
Впервые Малое Сареево встречается в материалах Всесоюзной переписи 17 декабря 1926 года — считается, что село выделилось из Сареево в годы столыпинской реформы, когда создавались крестьянские отруба. По переписи в селе числилось 8 хозяйств и 30 жителей, по переписи 1989 года — 12 хозяйств и 33 жителя.

### Современность
В 1994-2006 годах Малое Сареево входило в состав Горского сельского округа
С 2006 года по 2019 год входил в состав сельского поселения Горское.
В 2019 году Сельское поселение Горское было расформировано, все населённые пункты, входящие в него, вошли в состав Одинцовского городского округа.

## Население
| 2002 | 2006 | 2010 |
| ---- | ---- | ---- |
| 37   | ↘25  | ↗59  |